# Episodi di Soko 5113 (prima stagione)
La prima stagione della serie televisiva Soko 5113 è stata trasmessa in anteprima in Germania dalla ZDF tra il 2 gennaio 1978 e il 29 maggio 1978.
| nº | Titolo originale                                     | Titolo italiano | Prima TV Germania | Prima TV Italia |
| -- | ---------------------------------------------------- | --------------- | ----------------- | --------------- |
| 1  | Einsatz: 22 Uhr - (Teil 1)                           |                 | 2 gennaio 1978    |                 |
| 2  | Einsatz 22 Uhr - (Teil 2) (Eine Leiche für Göttmann) |                 | 9 gennaio 1978    |                 |
| 3  | Die Stimmen vom Recorder                             |                 | 16 gennaio 1978   |                 |
| 4  | Eine Falle für die Dealer                            |                 | 23 gennaio 1978   |                 |
| 5  | Der Vogel ist ausgeflogen                            |                 | 30 gennaio 1978   |                 |
| 6  | Jagd auf Joe White                                   |                 | 6 febbraio 1978   |                 |
| 7  | Nobbys Tips sind die besten                          |                 | 13 febbraio 1978  |                 |
| 8  | Überfall auf Großmarkt                               |                 | 20 febbraio 1978  |                 |
| 9  | Die Laus im Pelz                                     |                 | 27 febbraio 1978  |                 |
| 10 | Die Spuren führen nach Süden                         |                 | 6 marzo 1978      |                 |
| 11 | Wiener Intermezzo                                    |                 | 13 marzo 1978     |                 |
| 12 | Ein feiner Herr wird erpreßt                         |                 | 20 marzo 1978     |                 |
| 13 | Notbremse                                            |                 | 3 aprile 1978     |                 |
| 14 | Die Brüder Grosser                                   |                 | 10 aprile 1978    |                 |
| 15 | Eine Scheune zum Frisieren                           |                 | 17 aprile 1978    |                 |
| 16 | Nobbys blaue Augen                                   |                 | 24 aprile 1978    |                 |
| 17 | K.O.-Tropfen                                         |                 | 8 maggio 1978     |                 |
| 18 | Bella Italia                                         |                 | 22 maggio 1978    |                 |
| 19 | Finale ohne Ende                                     |                 | 29 maggio 1978    |                 |